# Libarrenx
Pour les articles homonymes, voir Libarrenx.
Libarrenx est une ancienne commune française du département des Pyrénées-Atlantiques. Le 12 mai 1841, la commune fusionne avec Gotein pour former la nouvelle commune de Gotein-Libarrenx.

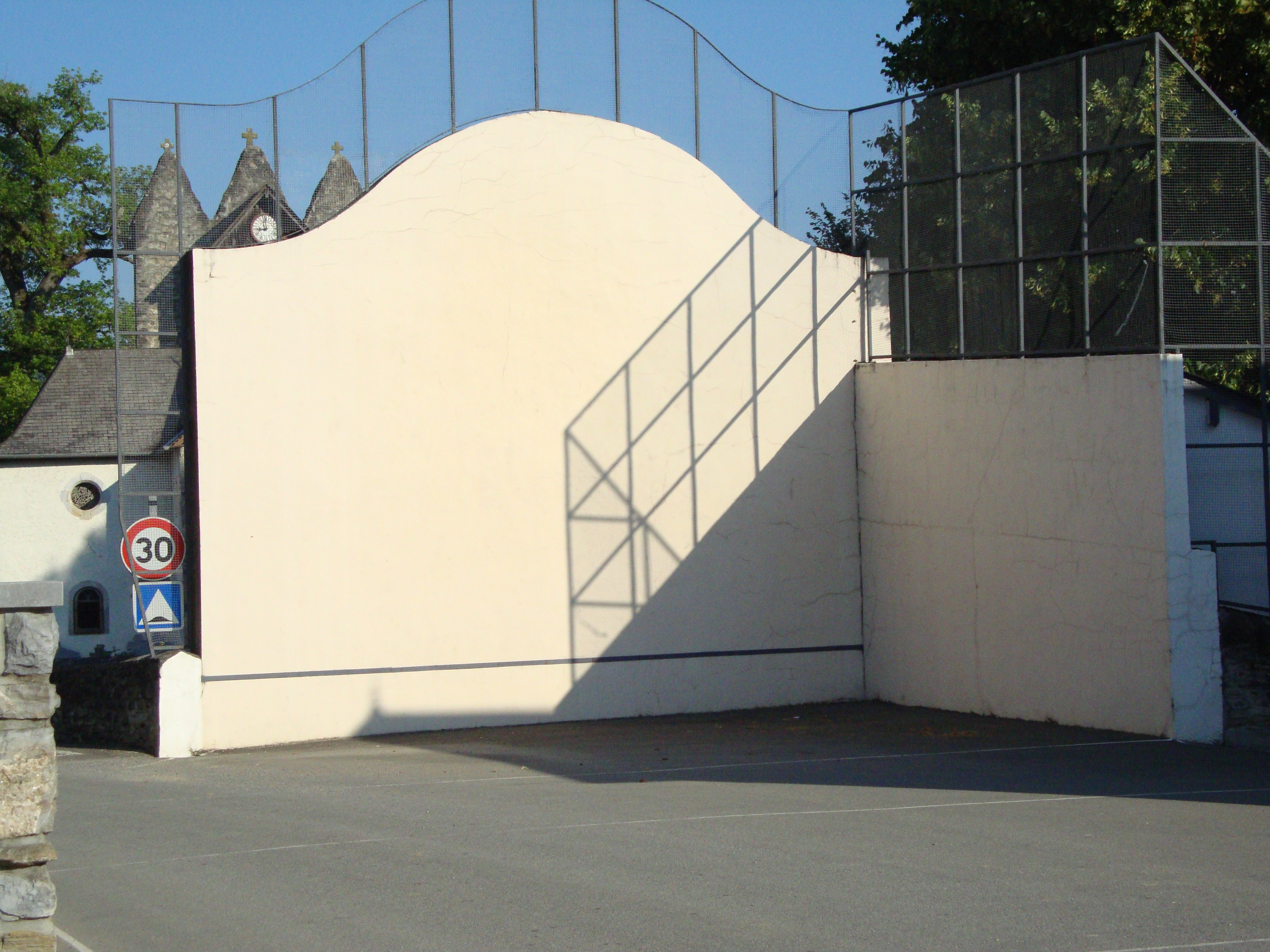
Fronton de Libarrenx

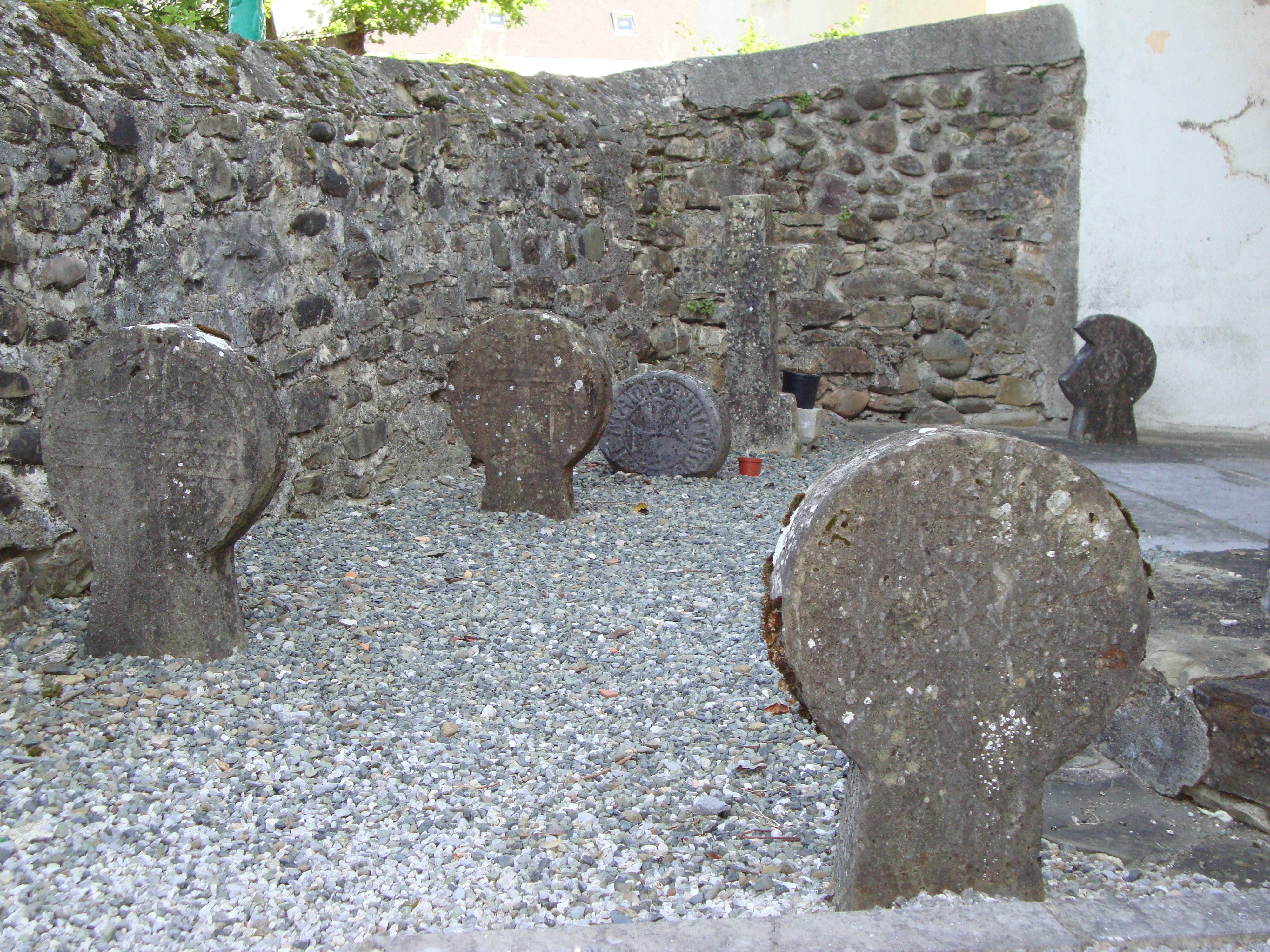
Stèles discoïdales à Libarrenx

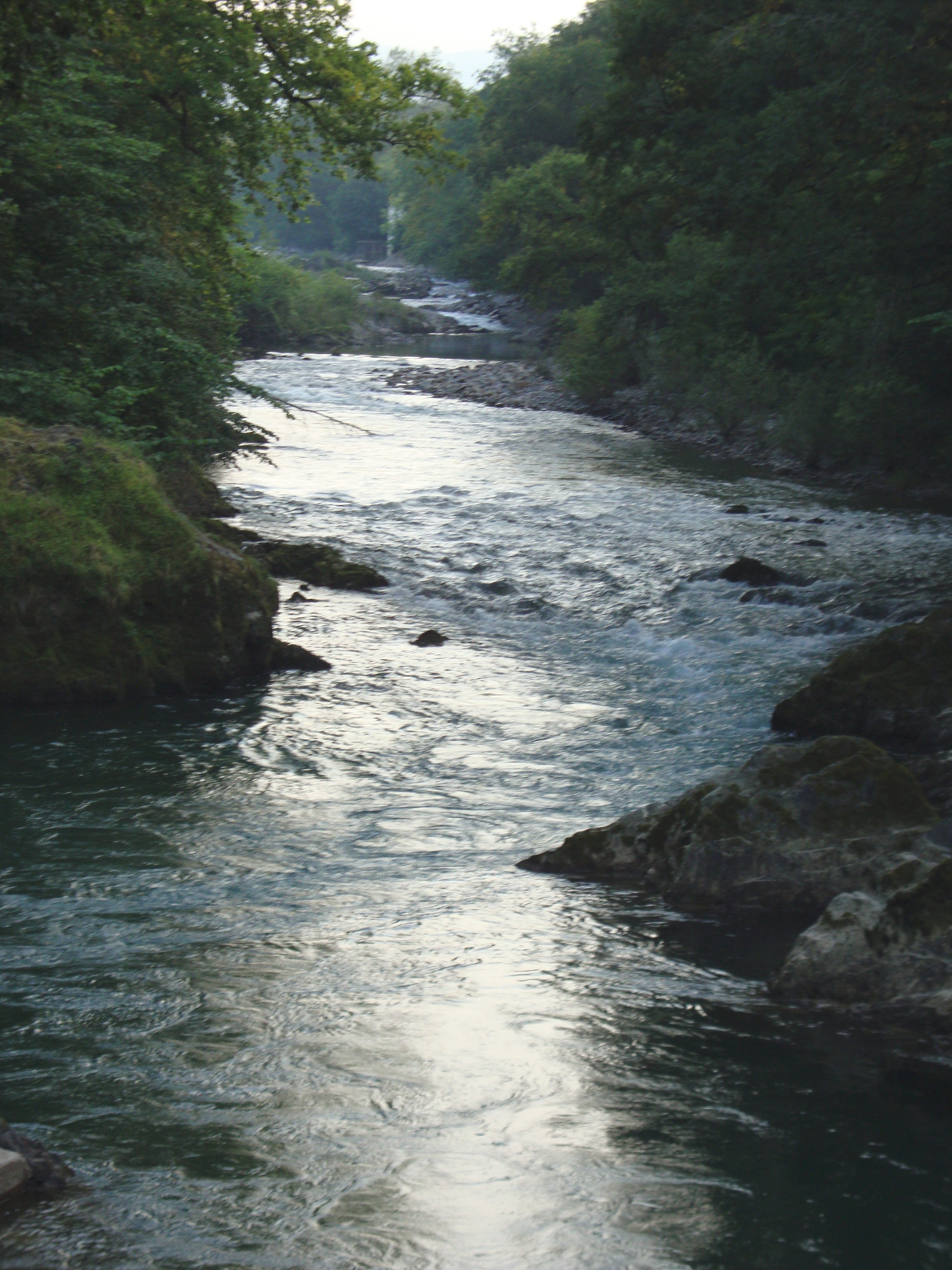
Le Saison à Libarrenx, quartier Arosemborde

## Géographie
Libarrenx fait partie de la Soule. Le village se situe à 4 kilomètres de Mauléon-Licharre.

## Toponymie
Son nom basque est Irabarne.
Le toponyme Libarrenx apparaît sous les formes 
Livarren (XIVe siècle dans le cartulaire de Bayonne), 
Libarren (1383, contrats de Luntz), 
Libarrens (1793 ou an II) et 
Libarreux (1801, Bulletin des Lois).

## Histoire
Le Silviet ou assemblée générale du Tiers-État souletin, assez proche du Biltzar d'Ustaritz, se réunissait (XVIIe siècle) dans la forêt de Libarrenx. Le Silviet perdit son rôle représentatif à partir de 1730.

## Démographie
| 1793 | 1800 | 1806 | 1821 | 1831 | 1836 |
| ---- | ---- | ---- | ---- | ---- | ---- |
| 184  | 132  | 183  | 170  | 208  | 215  |

### Patrimoine civil
Libarrenx possède une église au clocher-mur dit "trinitaire" c'est-à-dire que la crête du mur, percé de baies où tintent les cloches, s'y achèvent par trois grandes pointes à peu près d'égale hauteur, figurant la Trinité.
Les vitraux de l'église de Libarrenx
|  |  |  |  |

## Pour approfondir